# Paldiski
Paldiski (svédül: Ragövik, németül: Rogerwiek, oroszul: Балтийский Порт/Baltyijszkij Port) kikötőváros Észtországban, a Finn-öböl partján, a Pakri-félszigeten. Közigazgatásilag a városhoz tartoznak a Pakri-szigetek.

## Fekvése
Észtország északnyugati részén, a Finn-öböl és a Balti-tenger partján, a Pakri-félszigeten fekszik Tallinntól 50 km-re nyugatra.

## Története

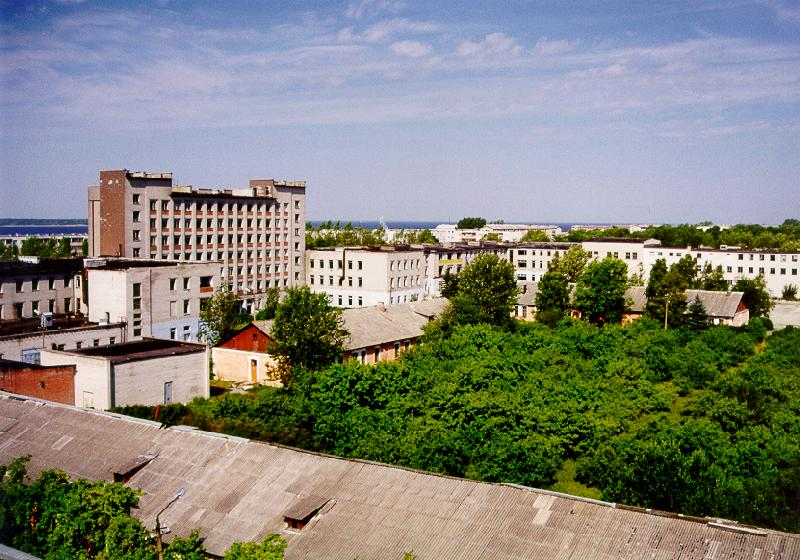
Az elhagyatott paldiski szovjet haditengerészeti bázis parancsnoksága 1999-ben

A települést a svédek alapították a 17. században. A nagy északi háborúban 1710-ben orosz fennhatóság alá került. 1716-ban I. Péter orosz cár nagyszabású tengeri erőd és hadikikötő építésébe kezdett itt. 1870-ben épült ki a várost Szentpétervárral összekötő vasút. Lakosságát 1940-ben, az első szovjet megszállás idején kitelepítették az ide tervezett haditengerészeti támaszpont miatt. 1944-ben a németek a város nagy részét felégették.
A hidegháború évtizedeiben zárt város volt az ott található haditengerészeti bázis miatt. A bázis egyik legfontosabb objektuma az atom-tengeralattjárók személyzetének kiképző központja. Emellett Paldiskiban felépítettek egy üzemanyag-feltöltő bázist az atom-tengeralattjárók számára, kikötőhely volt kisebb rakétás gyorsnaszádok számára, továbbá a városban működött egy katonai kórház is. A 22 hektárt elfoglaló, a várostól távolabb, mintegy 2 kilométerre északkeletre található paldiski kiképzőközpont a legnagyobb ilyen jellegű létesítmény volt a Szovjetunióban. Az oktatóközpontban egy 667B Murena és egy 659 típusú atom-tengeralattjáró makettje volt felépítve, mindkettő működő atomreaktorral. A központ két atomreaktorát 1989-ben állították le véglegesen, de a kiképzés egészen 1993-ig folytatódott az objektumban. 1994-ben, a szovjet csapatok kivonulásakor a reaktorokból kiemelték a fűtőelemeket és 1994 októberéig Oroszországba szállították. Paldiskiból 1994. augusztus 31-ig távoztak az orosz csapatok, de a reaktorok és a berendezések leszerelésére egy pár száz fős kontingens ott maradt. Az orosz katonák 1995 októberében távoztak végleg, ekkor került a központ észt ellenőrzés alá. A romos épületeket napjainkra lebontották és a területet megtisztították a nukleáris szennyeződéstől. A két ottmaradt, kiürített atomreaktor fölé egy vasbeton védő építményt (szarkofágot) emeltek.

## Lakossága
A szovjet időszakban 16 ezer főnyi katonai személyzetnek adott otthont a város. A szovjet csapatok kivonulásakor az oroszok nagy része elhagyta a várost, így az 1990-es években csaknem felére csökkent a lakosság száma. Sok nyugdíjas orosz katonatiszt azonban a városban maradt, így az 1990-es évek közepén csak a lakosság 24%-a volt észt. A népesség 2015. január 1-jén 4056 fő volt. Az orosz lakosság aránya időközben 50% körülire csökkent, az észtek aránya 30% fölé emelkedett.
| Lakosok száma | 4248 | 4085 | 4163 | 3767 | 3681 | 3626 | 3529 | 3719 | 3983 | 4073 |
|               | 2000 | 2011 | 2014 | 2016 | 2017 | 2018 | 2019 | 2021 | 2023 | 2024 |

## Ismert emberek
- Amandus Adamson (1855–1929) észt szobrász és festő, aki Paldiskiben élt és alkotott

## Látnivalói
- Szent Györgyről elnevezett ortodox templom.
- Öszvér-dombok (Muula mäed): az I. Péter cár által kezdeményezett és a 18. század második felében felépült erődítmény és várárok maradványai.
- A várostól északra állnak a Pakri-félsziget csúcsán egy 18. századi körbástya (víztartály), egy 54 méter magas világítótorony (Észtország legmagasabb világítótornya) és az első világháborús Nagy Péter tengeri erődhöz tartozó betonbunkerek.
- Természeti szépségei közül megemlítendő a 25 méteres sziklafal, valamint a védett Pakri-szigetek (Pakri saared).